# Abul-Qasim Babur Mirza
Abul-Qasim Babur Mirza bin Baysonqor Beg (in persiano ابوالقاسم بابر میرزا بن بایسنقر بیگ‎; Herat, ... – 1457) è stato un sovrano turkmeno della dinastia timuride, regnante sul Grande Khorasan (1449-1457). Era figlio di Ghiyath-ud-din Baysonqor ibn Shahrukh Mirza e quindi un pronipote di Tamerlano.

## Biografia
Babur fu una delle tante persone coinvolte nella lotta per la successione avvenuta durante gli ultimi anni di Shah Rukh. Insieme a Khalil Sultan (pronipote di Tamerlano), saccheggiò la carovana delle vettovaglie dell'esercito e poi si diresse verso il Khorasan. Nel frattempo, Ulugh Beg invase anche il Khorasan, nel 1448, nel tentativo di sconfiggere Ala-ud-Daulah Mirza bin Baysonghor, che prese Herat. Ulugh Beg sconfisse Ala-ud-Daulah Mirza bin Baysonghor a Tarnab e prese Mashhad, mentre suo figlio Abdal-Latif Mirza conquistò Herat. Ala-ud-Daulah Mirza bin Baysonghor fuggì verso il sud-ovest dell'Afghanistan. Tuttavia, Ulugh Beg andò in Transoxiana, dove aveva già governato per decenni, per essere più importante, e presto lasciò l'area. Sulla via del ritorno, Babur inviò una forza che inflisse pesanti perdite al nemico.
A seguito del vuoto di potere in atto in Khorasan, Babur rapidamente prese il controllo. Mashad e Herat caddero per sua mano nel 1449. Ala-ud-Daulah Mirza bin Baysonghor occasionalmente razziava la zona, ma non ottenne successi significativi. Insieme a Ulugh Beg e Sultan Muhammad bin Baysonqor (che acquisì il controllo del centro della  Persia), Babur divenne uno dei tre più importanti governanti timuridi. Questo equilibrio di potere fu presto sconvolto da Sultan Muhammad bin Baysonqor, che invase il Khorasan. La campagna iniziò male per Babur, con una sconfitta a Mashad nel marzo del 1450, cosa che lo convinse a cedere parti del suo territorio. Tuttavia, Babur presto si riprese e fece prigioniero Sultan Muhammad per poi ucciderlo. Marciò quindi su Shiraz per prendere il controllo delle terre di Sultan Muhammad.
A questo punto Jahan Shah dei Turkmeni delle Pecore Nere pose fine alla sua lealtà verso i timuridi e mise rapidamente sotto assedio Qom e Saveh. Babur cominciò a marciare contro di lui ma fu costretto a tornare a Herat, a causa della schiacciante superiorità degli eserciti delle Pecore Nere e di un complotto ordito contro di lui da 'Ala' al-Daula. La maggior parte della Persia fu presa dai timuridi nel 1452, con l'eccezione di Abarqu, che fu conquistata dalle Pecore Nere nel 1453. Mentre Kerman fu temporaneamente conquistata qualche tempo dopo e furono fatti alcuni tentativi per conquistare  Rey, la Persia nel suo complesso non fu mai ripresa dai timuridi.
Nel 1454 Babur invase la Transoxiana, allora sotto il controllo di Abu Sa'id Mirza, come rappresaglia per la conquista di Balkh da parte di quest'ultimo. Pose rapidamente d'assedio Samarcanda e il conflitto tra i due si concluse presto, stabilendo il fiume Oxus come confine. Questo rimase in vigore fino alla morte di Babur nel 1457. Gli succedette suo figlio Mahmud.
Babur ebbe tre mogli:
- Daulat Sultan Begum, figlia di Abu Sa'id Mirza, madre di Sultan Mahmud Mirza;
- Begi Jan Agha, figlia di Khudaidad;
- Kanizak Begi Agha, che gli diede una figlia.